# Містер Блетсворсі на острові Ремполь
«Містер Блетсворсі на острові Ремполь» — філософський і науково-фантастичний роман Герберта Веллса 1928 року.
Повна оригінальна назва: англ. Mr. Blettsworthy on Rampole Island: Being the Story of a Gentleman of Culture and Refinement who suffered Shipwreck and saw no Human Beings other than Cruel and Savage Cannibals for several years. How he beheld Megatheria alive and made some notes of their Habits. How he became a Sacred Lunatic. How he did at last escape in a Strange Manner from the Horror and Barbarities of Rampole Island in time to fight in the Great War, and how afterwards he came near returning to that Island for ever. With much Amusing and Edifying Matter concerning Manners, Customs, Beliefs, Warfare, Crime, and a Storm at Sea. Concluding with some Reflections upon Life in General and upon these Present Times in Particular

## Сюжет

### Початок
Головний герой роману — Арнольд Блетсворсі, батьки якого померли рано, — молодий англійський шляхтич скромного достатку, але достатнього для того, щоб відкрити невеликий бізнес. На початку роману він був закоханим у дівчину Олівію Слотерс і зі своїм другом Грейвсом готував відкриття спільної з ним фірми. Одного разу він застав Олівію з Грейвсом у ліжку і прогнав обох зі свого життя. Зрада нареченої та друга виявилася значним потрясінням для нього. І, щоб оговтатися від нього, його повірений містер Ферндайк порадив йому вирушити в морську подорож.
На торговому кораблі (суховантажі) «Золотий лев» у Блетсворсі не склалися стосунки з командою, багато членів якої мали недоліки (наприклад, пияцтво). Тому подорож не сприяла відновленню душевного здоров'я головного героя. Коли корабель у шторм отримав пошкодження і очікувалося, що він потоне, капітан, на ґрунті ворожості, замкнув головного героя в каюті, і команда врятувалася на шлюпках без нього (потім Блетсворсі вдалося вибратися з каюти).

### Острів Ремполь
Корабель, однак, не затонув, і течією його проносило повз острів Ремполь (англ. Rampole). Місцеві тубільці–дикуни підпливли на човнах до корабля, взяли з нього різні речі та полонили Арнольда.
Острів Ремполь являв собою плато, що височіло над морем. У заглибинах плато були дві низовини, ізольовані від верху плато і з'єднані ущелиною, якою текла річка. Одна низовина (верхня за течією річки) була в глибині острова, інша (нижня) прилягала до берега моря. У кожній низовині жило по племені. Головного героя захопило плем'я нижньої (прибережної) низовини. Нагорі плато жили мегатерії — гігантські викопні тварини — тому люди обох племен не могли там жити.
Автор подає острів Ремполь, як сатиру на людство, а мегатеріїв нагорі — як владу та держапарати держав, що тяжіють над людьми.

#### Життя на острові Ремполь
Оскільки судження головного героя, як цивілізованої людини, відрізнялися від суджень дикунів племені, ті вважали його божевільним, і він отримав звання «священного безумця», вустами якого боги передають людям свою волю. У цьому статусі він став одним із п'яти членів ради вождів, що править племенем. Серед інших членів ради були: воєначальник Ардам (своєрідний міністр оборони) і тлумач промов священного безумця на ім'я Чит.
У племені частим покаранням був так званий «докір», що полягав у одному ударі палицею по голові. Призначався лише один удар, незалежно від його наслідків; формально не було мети, щоб покараний обов'язково помер від цього удару, але палиця була великою, важкою і незграбною-сучкуватою, до того ж удар нею завдавав плечистий, сильний парубок, тому практично завжди «докір» спричиняв смерть покараного. М'ясо страчених використовували в їжу. І головний герой розумів, що до «докору» завжди засуджують кількість людей достатню для того, щоб члени керівної ради завжди їли м'ясо.
Якось, на прохання головного героя, він і Чит здійснили експедицію на верх плато, взявши з собою хлопчика-носильника.
Головний герой закликав інших вождів винищити мегатеріїв на плато, після чого орати ньому землю (займатися сільським господарством), але вони вважали його ідею нездійсненною.
Обидва племені торгували між собою. Товаром нижнього племені була риба, яку рибалки ловили в морі (до якого верхнє плем'я доступу не мало). А у верхній низовині зростав ліс і були поклади глини, тому товарами верхнього племені були вироби з дерева та гончарні вироби.

#### Війна на острові
Міжплемінна торгівля викликала чимало невдоволення обох племен: кожне плем'я вважало, ніби інше плем'я бере надто багато їхніх товарів, за які дає замало своїх. На ґрунті цього невдоволення час від часу відбувалися війни між племенами. Чергова така війна почалася під час перебування на острові головного героя.
Ця війна є алегоричним зображенням Першої світової війни. І так само, як Перша світова, вона була позиційною: воїни обох племен розташувалися по обидва боки провалля зі стрімкими стінами, що перегороджувало ущелину, озброєні холодною зброєю і жердинами, якими збиралися зіштовхувати в прірву ворожих воїнів, якщо ті підуть на приступ. Такий штурм, підіймаючись по вертикальних стінах прірви, здійснити було неможливо для обох племен. За довгий час війни втрати становили лише кілька людей: один воїн верхнього племені, оступившись, звалився в прірву, і кількох воїнів нижнього племені воїнам верхнього вдалося підстрілити з луків (на землі верхнього племені був ліс, тому їм не бракувало луків і стріл, на відміну нижнього племені).
З початком війни воєначальник Ардам став головою ради, отримавши одноосібну владу. Головний герой пофарбував у червоний колір шкуру з головою тварини, яку він носив, як символ свого статусу, і всіляко зображував войовничі, ворожі до верхнього племені настрої, щоби воєначальник Ардам не відправив його на фронт, де було небезпечно, і щоб не роздратувати Ардама, який тепер може й сам до «докору» засудити. А Ардам хотів, щоб він і Чит вирушили на фронт, — під приводом, щоб надихали воїнів, насправді — щоб їх позбутися.

#### Дівчина Вена
Якось головний герой вийшов на берег озера, що був у нижній низовині, і побачив, як на протилежному березі кинулася у воду зі скелі дівчина. Вірний своїм принципам шляхетності («ми, Блетсворсі, завжди кидалися рятувати потопаючого, навіть якщо при цьому самі ризикували потонути»), головний герой кинувся у воду, підплив до дівчини та витяг її на берег.
Дівчина сказала, що її звуть Вена (англ. Wena), і що її довели до самогубства домагання воєначальника Ардама. Тут з'явився Чит і запевнив головного героя з дівчиною, що він на їхньому боці. Однак Чит пояснив, що Ардам кине людей на їх пошуки, а сховатися в невеликій низовині від тотальної облави не вдасться. Тимчасово герої вирішили сховатися в розташованій неподалік печері.

### Повернення до цивілізації
Незабаром головний герой прокинувся в палаті нью-йоркської лікарні, і побачив, що поруч із його ліжком сидить чоловік у цивільному одязі, схожий на Чита. «Вас я називав Читом» — відповів йому головний герой на питання, чи впізнає він його. Виявилося, «Чита» насправді звали доктор Мінчіт.
Виявилося, що в головного героя трапилося роздвоєння особистості: тоді як однією своєю особистістю головний герой уявляв, нібито живе на острові Ремполь, інша його особистість жила в цивілізованому світі, зокрема, «могла підтримати розмову».
Виявилося, що головного героя врятували з корабля не дикуни острова Ремполь, а наукова експедиція, що прямувала на цей острів. Доктор Мінчіт був лікарем експедиції, і продовжив лікувати головного героя після повернення з острова Ремполь до Нью-Йорка.
Мегатеріїв, за словами Мінчіта, вони на острові не виявили, але знайшли багато їхніх скелетів.
Дівчина Вена існувала насправді, але була не тубілкою з острова Ремполь, а мешканкою Нью-Йорка на ім'я Ровена (англ. Rowena), яка справді вчинила спробу самогубства, але, кинувшись у Гудзонову затоку. Насправді до самогубства її спонукали дії одного високопосадовця. І Блетсворсі справді врятував її, але з Гудзонової затоки. Тепер Блетсворсі з нею, красунею, заручений, і вони збираються одружитися. Незабаром Ровена прийшла до лікарні відвідати Блетсворсі.

### Подальше життя
Блетсуорсі й Ровена одружилися.
В цей час тривала Перша світова війна, відображенням якої у свідомості головного героя була війна на острові. Блетсворсі, керований шляхетністю, пішов на війну добровольцем. Він розчарувався в цій імперіалістичній війні, коли в складі свого підрозділу під артобстрілом і авіанальотом ішов у атаку на німецькі позиції через широку нейтральну смугу, всіяну безліччю трупів загиблих солдатів, багато з яких вже розкладалися, із хробаками, а в цій атаці додавалися все нові й нові (Верденська битва?).
У першій же атаці Блетсворсі було поранено вибухом снаряда, він потрапив до шпиталю, де йому ампутували поранену ногу.
У шпиталі на нього протягом багатьох днів дивився сусід по палаті з повністю забинтованими головою та обличчям, так що відкрито було лише одне око. Зрештою, сусід по палаті підійшов і заговорив з головним героєм. Це виявився Грейвс, теж поранений на війні. Для обох війна закінчилася комісуванням за інвалідністю. Грейвс розкаявся у скоєному ним на початку роману, і їхня дружба відновилася. Грейвс зобов'язався відшкодувати головному герою все, що він у нього вкрав (на початку роману він розкрадав у Блетсворсі гроші з тих, що той виділяв на спільну фірму), крім, звичайно, Олівії Слотерс, — тим більше, що Блетсворсі тепер має красуню-дружину Ровену (яка відвідує його в шпиталі).
Про Олівію Слотерс Грейвс розповів, що вона взагалі недалека, дурна, так що головному герою не було б з нею щастя; кинута ними обома, вона вийшла заміж за фермера і тепер погладшала. З початком війни її чоловіка призвано до армії, іноді він отримує відпустку додому: приїде, заріже свиню і знову поїде.
Після виписання зі шпиталю головний герой одного разу зустрів у кафе того самого капітана «Золотого лева». Капітан тепер служить на військовому кораблі, який бореться з німецькими підводними човнами. Капітан у захваті від своєї служби, від гармат свого корабля, у яких «маленькі такі снарядики, але чудово пробивають обшивку!». За результатами розмови, думка Блетсворсі про капітана не покращала, але поставився він до того спокійно.

### Закінчення
Блетсуорсі та Грейвс відкрили спільну фірму (але не таку, яку планували на початку роману), ставши компаньйонами. Грейвс частинами віддавав головному герою свій борг.
В епілозі роману Грейвс зателефонував Блетсворсі і сказав, що для повного погашення заборгованості йому залишилося внести останній внесок і він може його внести, але просить дозволу взяти з цього внеску грошей на обід у ресторані, на який запрошує головного героя, щоб достроково відзначити повне погашення заборгованості.
На цьому обіді Блетсворсі та Грейвс ведуть філософську бесіду. Закінчується роман тим, що на цьому обіді Грейвс оптимістично запевнив головного героя, що людство побудує нове, краще життя і «острів Ремполь зникне назавжди!».

## Успіх роману
Як і романи «Самовладдя містера Парема» і «Балпінґтон із Блапа», «Містер Блетсворсі на острові Ремполь» не продавався так добре, як ранні романи Веллса. За словами біографа Девіда Сміта, вони входять до його «найменш читаних книг». Після публікації «Містера Блетсворсі на острові Ремполь» видавці почали торгуватися з Веллсом з приводу авансів та вартості прав на його романи.
Однак друзі Веллса продовжували хвалити його роботу, наприклад, Ейлін Павер назвала роман «абсолютно першокласним».